# آل أمبرسون الأجلاء (فلم)
آل أمبرسون  (بالإنجليزية: The Magnificent Ambersons) هو فيلم دراما تم إنتاجه في الولايات المتحدة وصدر في سنة 1942. الفيلم من إخراج أورسن ويلز.

## الميزانية والإيرادات
بلغت تكلفة إنتاج الفيلم حوالي مليون دولار.

### ترشيحات وجوائز
| السنة | الحدث  | الفئة     | النتيجة |
| ----- | ------ | --------- | ------- |
|       | أوسكار | أفضل فيلم | ترشـيـح |

## وصلات خارجية
- مقالات تستعمل روابط فنية بلا صلة مع ويكي بيانات